# Paul Boudry
Ne doit pas être confondu avec le peintre français Paul Baudry
Pour les articles homonymes, voir Boudry (homonymie).
Paul Boudry est un peintre flamand originaire d'Anvers (né le 2 mai 1913 et décédé à Berchem le 12 février 1976).

## Biographie
Il peignit trois ans durant sous la direction d'Isidore Opsomer. Mais c'est de son maître Walter Vaes qu'il reçut le raffinement. Il admirait les peintres de fleurs flamands du XVIIe siècle et en étudia minutieusement la technique. La fraîcheur et la beauté des couleurs de ses fleurs leur doit beaucoup. Pour atteindre une grande précision, il lui arrivait d'utiliser des pinceaux munis d'un seul poil.
Paul Boudry a été professeur à l'Académie des Beaux Arts de Berchem. On lui doit un nombre très réduit d'expositions. Ce qui ne l'empêcha pas d'être connu et reconnu par les amateurs qui venaient directement le visiter à son atelier.
Il est surtout célèbre pour ses portraits et dessins de têtes d'enfants et pour ses fleurs très précises.
Sa minutie le rapproche de la lignée de peintres Boudry : son grand-père Aloïs Boudry (1851-1938) et son père Robert Boudry.